# Liste der Baudenkmale in Sukow-Levitzow
In der Liste der Baudenkmale in Sukow-Levitzow sind alle denkmalgeschützten Bauten der Gemeinde Sukow-Levitzow (Mecklenburg-Vorpommern) und ihrer Ortsteile aufgelistet (Stand 10. Februar 2021).

## Baudenkmale nach Ortsteilen

### Levitzow
| ID   | Lage                            | Bezeichnung                       | Beschreibung | Bild                              |
| ---- | ------------------------------- | --------------------------------- | --- | --------------------------------- |
| 0815 | Am Mühlenbach 1/3 (Karte)       | Schule mit Schuppen               | |                                   |
| 0816 | Friedhof                        | Kriegerdenkmal 1914/18            | |                                   |
| 0817 | Schloßweg 8/10 (Karte)          | Gutsanlage, mit Gutshaus und Park | 9/11-achs., sanierter Putzbau von 1899 mit Mittelrisalit und Mansarddach; Gut der Familie von Lowtzow auch Lewetzow (Mittelalter – Ende 18. Jh.).                                                                                                | Gutsanlage, mit Gutshaus und Park |
| 0818 | An der Landstraße 50/52 (Karte) | Landarbeiterhaus                  | |                                   |
| 0819 | An der Landstraße (Karte)       | Kirche, evangelisch               | Die evangelische, frühgotische Dorfkirche stammt aus dem späten 13. Jahrhundert. Der verbretterter, gedrungener und quadratische Fachwerkturm mit Pyramidendach und zwei Anbauten wurde 1619 mit Giebelschmuck im Stil der Renaissance angebaut. | Weitere Bilder                    |
| 0820 | An der Landstraße (Karte)       | Kirche, katholisch                | 1954–57 nach Plänen von Adolf Kegebein errichtetes Ziegelbauwerk | Weitere Bilder                    |
| 0821 | An der Landstraße 43 (Karte)    | Wassermühle mit Wehr              | | Wassermühle mit Wehr              |

### Sukow-Marienhof
| ID   | Lage                  | Bezeichnung                                                                                   | Beschreibung                                                                  | Bild |
| ---- | --------------------- | --------------------------------------------------------------------------------------------- | ----------------------------------------------------------------------------- | ---- |
| 0919 | Dorfstraße (Karte)    | Gutsanlage mit Gutshaus (Nr. 46/48), Stall und Scheune (Nr. 45) und Landarbeiterhaus (Nr. 49) | Unsanierter, 2-gesch., 9-achs. Putzbau von um 1900 mit 3-gesch. Mittelrisalit |      |
| 0920 | Dorfstraße 43 (Karte) | ehem. Schmiede                                                                                |                                                                               |      |